# 9K35
9K35 ストレラ-10（ロシア語: 9К35 Стрела-10）は、ソビエト連邦が開発した車載式の近距離防空ミサイル・システムである。
NATOコードネームでは、SA-13 ゴファー（Gopher：ホリネズミの意）と呼ばれる。

## 開発
ソ連陸軍では、連隊レベルの防空兵器として9K31 ストレラ-1（SA-9 ガスキン）が配備されていた。しかし、同システムは、装輪式のBRDM-2を車体として使用していたために不整地走行能力が装軌車両より劣り、機甲部隊の随伴に適しておらず、また、誘導方式がやや変則的であったため、全方位交戦が可能であった一方で、信頼性は高いものではなかった。
このことから、1960年代末より9K31の後継システムが開発され、1977年に9K35 ストレラ-10 システムが採用された。

## 設計
9K35は、MT-LB装甲兵員輸送車に9K31と同様の4連装発射機を搭載した9A35自走発射機が中心となった対空システムである。9K31では9M31を用いていたのに対し、9K35では、ミサイル弾体としては、改良型の9M37を使用する。9M37は、9M31の赤外線ホーミング誘導に加えて画像識別装置やTV モニター誘導を追加することで、フレアなどの欺瞞に対応できるようになっている。射程も、有効射程800-5,000m、有効射高10-3,000mに延長され、発射速度の増加が行われた。なお、発射機からは旧式の9M31も発射することができる。
9K35は、4連装発射機を装備し、予備弾4発を搭載した自走発射機3両に、誘導レーダー車・指揮車が各1両で一個小隊が編成され、この一個小隊が各戦車連隊に配備されることで、連隊レベルの防空を担うようになっていた。

## 運用国
- アルメニア - 72両。
- アゼルバイジャン - 2024年時点で、アゼルバイジャン陸軍が9K35を保有[1]。
- ベラルーシ - 350両のSA-8、SA-11、SA-12、SA-13を保有[2]。
- ブルガリア - 20両。
- チェコ[3]
- クロアチア - 10基。独自の改良型にアップグレード。2024年時点で、クロアチア陸軍が3両のストレラ-10M3、6両のストレラ-10 CROを保有[4]。
- キューバ
- ジョージア - 2024年時点で、ジョージア陸軍が9K35を保有[5]。
- ハンガリー
- インド
- ヨルダン - 92両。
- カザフスタン - 2023年時点で、カザフスタン防空軍が9K35を保有[6]。
- キルギス - 2023年時点で、キルギス陸軍が9K35を保有[7]。
- 北マケドニア - 2024年時点で、北マケドニア航空団が8両の9K35を保有[8]。
- 北朝鮮[9]　-「ポンゲ-3(雷-3、번개-3)」の名称で運用[10]。また2017年の金日成生誕105周年記念パレードにおいて、北朝鮮製MANPADSを4基搭載した発射機に換装した車両が確認されている[10]。
- ロシア - 350両。
- セルビア - 18両。アップグレード済。
- スロバキア
- トルクメニスタン - 2024年時点で、トルクメニスタン陸軍が13両の9K35を保有[11]。
- ベトナム
- ウクライナ - 150両[12]。

### 退役した国
- チェコスロバキア
- ポーランド - 最後の4両が2001年-2002年にかけて退役。
- ソビエト連邦 - ソビエト連邦の崩壊により、CIS諸国が継承。
- ユーゴスラビア - 連邦崩壊により、各国が継承。

## 登場作品
『エネミーライン』
セルビア人武装勢力が、偵察に来たF/A-18Fに対して2発使用。1発はF/A-18Fが投下した増槽が起こした爆発で誘爆するが、もう1発は近接信管を作動させて機体に損傷を与え、撃墜に成功する。